# NGC 2920
NGC 2920 (również PGC 27197) – galaktyka spiralna (Sa), znajdująca się w gwiazdozbiorze Hydry. Odkrył ją John Herschel 1 lutego 1837 roku.